# Alchemilla apbanoides
Alchemilla apbanoides é uma espécie de rosácea do gênero Alchemilla, pertencente à família Rosaceae.